# Pelargonium trifoliolatum
Pelargonium trifoliolatum gehört zur Gattung Pelargonium innerhalb der  Familie der Storchschnabelgewächse (Geraniaceae). Die Art wurde erstmals von Ecklon und  Zeyher im Jahr 1835 als Hoarea trifoliolata beschrieben.

## Beschreibung

### Vegetative Merkmale
Die Art wächst als laubabwerfender Geophyt. Die Pflanze besitzt eine unterirdische Knolle. Die oberirdisch ausgebildeten, gefiederten Laubblätter werden bis 25 Zentimeter hoch. Die Teilblättchen sind eiförmig zugespitzt und drüsig behaart.

### Generative Merkmale
Der Blütenstand ist verzweigt mit jeweils (3) 5 bis 14 (20) Einzelblüten. Die fünf Petalen sind cremefarben, gelb oder rosa.

### Chromosomenzahl
Die Chromosomenzahl beträgt 2n = 44.

## Verbreitung und Standort
Die Heimat der Pflanzen ist die südafrikanische Provinz Westkap im Südwesten der Republik.